# کاتالین کارادی
کاتالین کارادی (مجاری: Katalin Karády) بازیگر و خواننده اهل مجارستان بود که بابت نجات جان یهودیان در جریان نسل‌کشی‌های جنگ جهانی دوم برندهٔ جایزهٔ درستکار در میان ملل شد.